# مضيق خوان دي فوكا

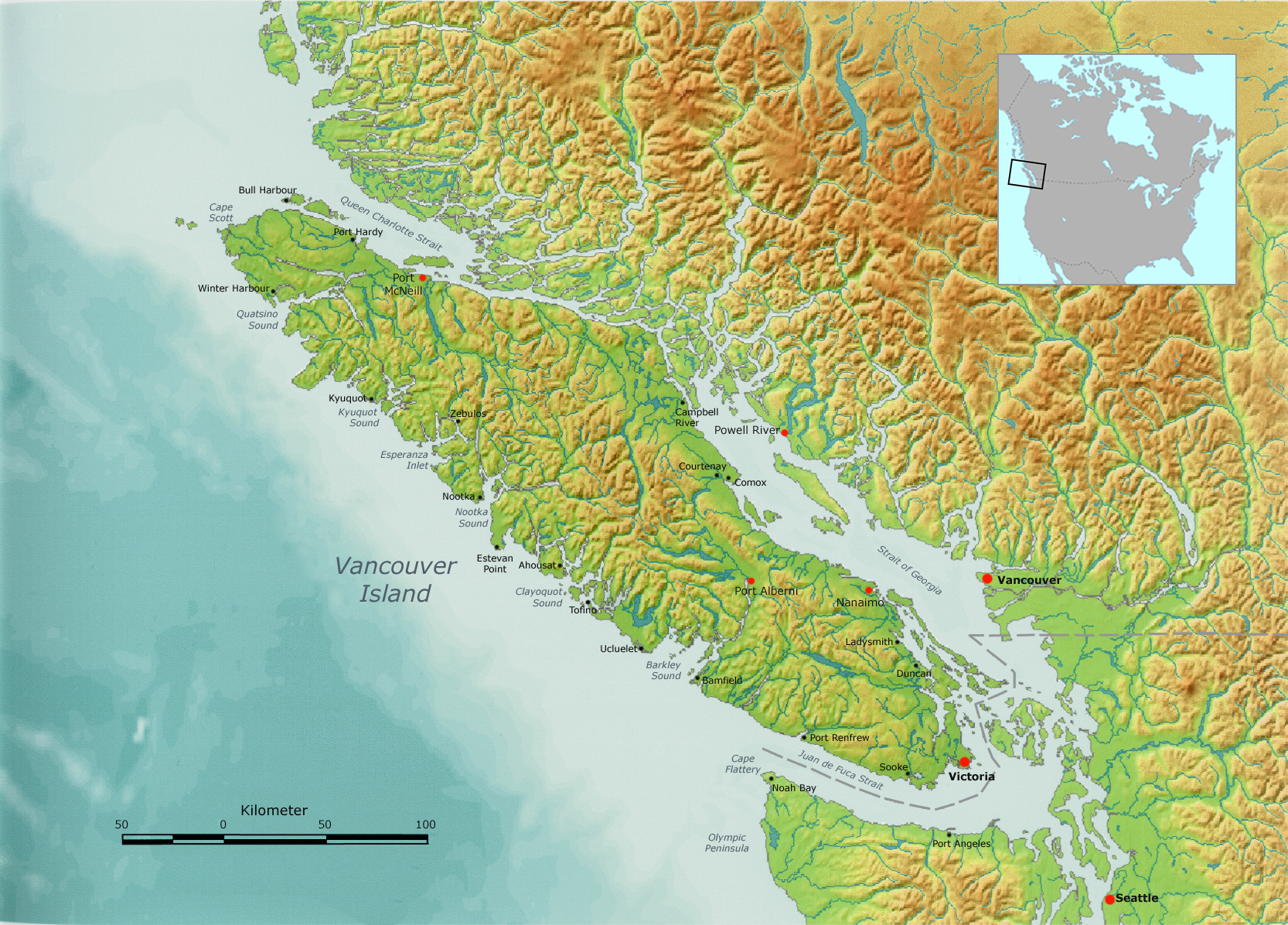
جزيرة فانكوفر وإلى الجنوب منها يقع المضيق

مضيق خوان دي فوكا مضيق مائي في كندا يقع جنوب جزيرة فانكوفر الواقعة إلى الغرب من قارة أمريكا الشمالية ، يعتبر منفذ إلى بحر سالشيس المطل على المحيط الهادئ، المضيق حدود بحرية بين كندا والولايات المتحدة الأمريكية يشهد حركة بحرية نشطة بين الدولتين، سُمي بمضيق خوان دي فوكا نسبة إلى الملاح اليوناني خوان دي فوكا، يبلغ طول المضيق 153 ك، يسود المضيق المناخ المتوسطي.